# TT113
La tombe thébaine TT 113 est située à Cheikh Abd el-Gournah, dans la nécropole thébaine, sur la rive ouest du Nil, face à Louxor en Égypte.
C'est la sépulture de Kinebou (Kj-nbw), prêtre dans le temple du roi Thoutmôsis IV sous le règne de Ramsès VIII.
Dans le décor de la tombe, on reconnaît Ahmès-Néfertary — divinisée après sa mort — vêtue d'un manteau de lin blanc, ceinturé d'une étoffe rouge et noire à motifs.